# فيجاي سينغ (ناشط حقوق الإنسان)
فيجاي سينغ (بالهندية: विजय सिंह؛ بالإنجليزية: Vijay Singh) هو ناشط حقوق الإنسان هندي، ولد في 10 مايو 1962.